# Giovanni Colonna (etruscologo)
Giovanni Colonna (Roma, 4 settembre 1934) è un archeologo italiano, studioso dell'Italia antica e della civiltà etrusca.

## Biografia
Nato a Roma da famiglia abruzzese, Giovanni Colonna, Professore Emerito presso la Sapienza Università di Roma e già Professore Ordinario di Etruscologia e Antichità Italiche nell'Ateneo romano dal 1980, si è laureato a Roma nel 1957, studiando con Massimo Pallottino con una tesi sulla piccola bronzistica votiva italica. Ha continuato i suoi studi a Roma e ad Atene, ricoprendo poi la carica di ispettore archeologo presso la Soprintendenza per i Beni Archeologici dell'Etruria meridionale dal 1964 al 1972, anno in cui ha ottenuto la cattedra di Etruscologia e Antichità Italiche presso l'Università di Bologna.

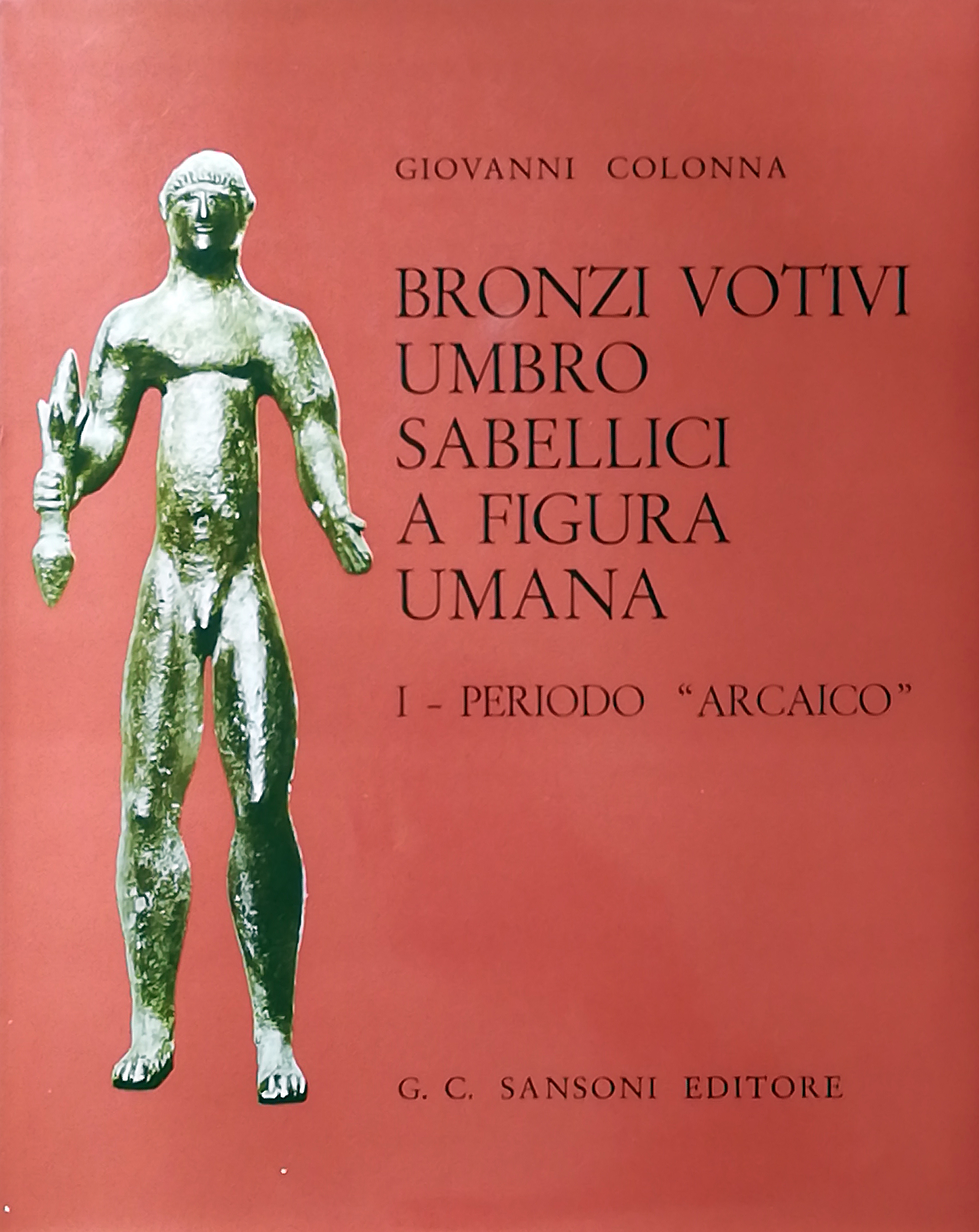
Copertina del volume “Bronzi votivi Umbro Sabellici a figura umana" (1970)

Ha condotto numerose campagne di scavo in Etruria (Arezzo, Blera, Bisenzo (Capodimonte, VT), Bolsena, Montefiascone, Tuscania, Cerveteri, Ladispoli, Veio) e in altre località (Arcinazzo Romano, Saepinum, valle del Sinello, Festòs). Con sua moglie, Elena Di Paolo, ha scavato alcune necropoli rupestri del Viterbese e pubblicato due opere monografiche: Castel d'Asso (1970) e Norchia I (1978).
I suoi amplissimi interessi di ricerca hanno coperto l'intera penisola italiana, spaziando anche nei più ampi ambiti mediterraneo ed europeo, in relazione sia al mondo etrusco sia agli altri popoli dell'Italia preromana. 
Per l'ambito etrusco particolarmente rilevanti sono i suoi lavori riguardanti la città etrusca di Veio, con particolare riguardo all'area sacra del Santuario di Portonaccio, con il notissimo tempio di Apollo. Ha condotto anche prolungati scavi a Pyrgi ed è autore di numerosi articoli scientifici e libri, con oltre 500 titoli pubblicati.
Per l'ambito italico spiccano le ricerche sulla piccola bronzistica votiva di ambito italico, confluite in parte nel volume "Bronzi votivi umbro-sabellici a figura umana. I. Periodo arcaico" (1970) e in parte nell'Archivio bronzi votivi italici G. Colonna, conservato presso la British School at Rome e il Dipartimento di Scienze dell'Antichità della Sapienza Università di Roma.
Colonna è membro dell'Accademia nazionale dei Lincei e dell'Istituto Nazionale di Studi Etruschi e Italici, presso il quale ha ricoperto dal 1997 al 2016 anche il ruolo di Vice-Presidente. Nel 2005 è stata pubblicata una raccolta dei suoi principali scritti (4 volumi, 2695 pagine) intitolata Italia ante Romanum imperium: scritti di antichità etrusche, italiche e romane (1958-1998).

## Archivio Giovanni Colonna
Dedicato alla piccola bronzistica votiva italica, comprende svariate migliaia di documenti (schede, fotografie, appunti, schizzi, corrispondenza, …), prodotti e raccolti da Colonna dal 1957 al 2014. Si tratta dell'unico archivio sul tema a livello mondiale, conservato in parte presso la British School at Rome e in parte presso il Dipartimento di Scienze dell’Antichità della Sapienza Università di Roma.

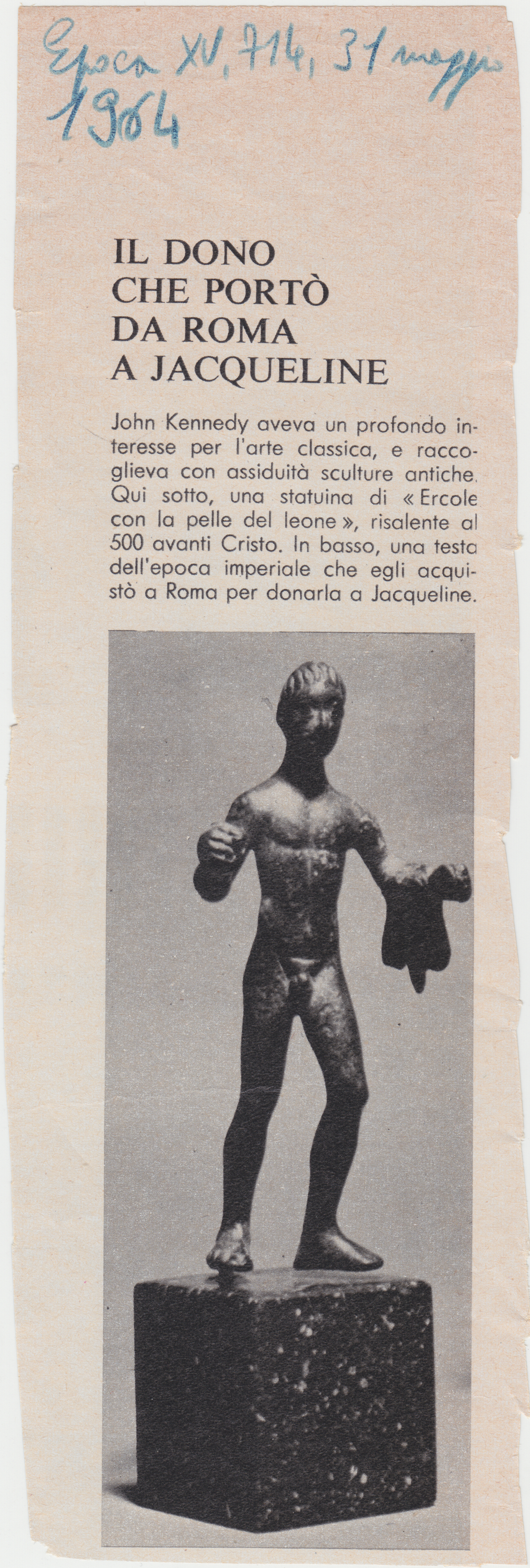
Fig. 2. Ritaglio da Epoca (n. 714, 31 maggio 1964).

### Storia
L’interesse per la piccola bronzistica votiva italica di Colonna, allievo di Pallottino e già professore ordinario di Etruscologia e antichità italiche presso l’ateneo romano, è nato nel 1955 in occasione della stesura della tesi di laurea, discussa nel 1957. Lo studio, continuato negli anni ’60, è stato ampliato sino a comprendere anche gli esemplari conservati nella gran parte dei musei internazionali. Il piano editoriale avrebbe dovuto comprendere due volumi, il primo dei quali, Bronzi votivi umbro-sabellici a figura umana - I periodo arcaico, è stato pubblicato nel 1970.
Lo studio della produzione più recente (IV-I sec. a.C.), trattata in modo preliminare in un contributo del 1975, è stato portato avanti dallo studioso fino al 2014, rimanendo però inedito. Sia i materiali preparatori al volume del 1970 che tutti gli altri documenti raccolti costituiscono l’Archivio bronzi votivi italici “Giovanni Colonna”.
È attualmente in atto un progetto condiviso tra la British School at Rome e il dipartimento di Scienze dell’antichità della Sapienza Università di Roma, che prevede, la digitalizzazione e lo studio al fine della fruizione pubblica dell’intero fondo archivistico.

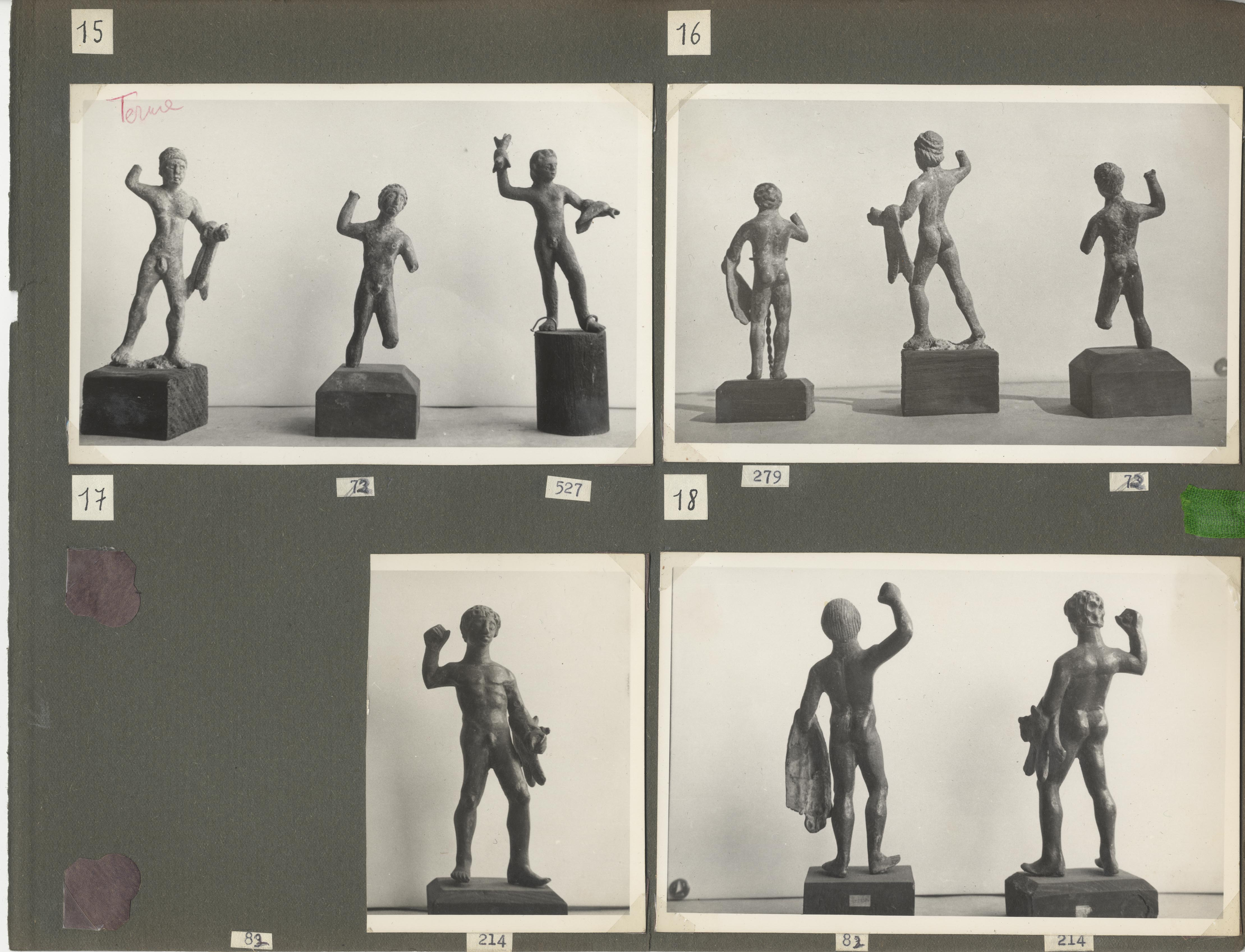
Fig. 1. Esempio di tavola fotografica dalla tesi di laurea di G. Colonna.

### Organizzazione
L’Archivio bronzi votivi italici “Giovanni Colonna” è organizzato e diviso tra le due istituzioni sopra citate.

#### British School at Rome
- Tesi di Laurea (testo e tavole): unica copia esistente del dattiloscritto originale, redatto su carta velina e album fotografico (Fig. 1). Presenta aggiornamenti che danno conto del lavoro di revisione preliminare all'edizione del volume del 1970 e aggiornamenti fino al 2014.[3]
- Otto album fotografici: successivi alla stesura della tesi di laurea, contengono svariate centinaia di fotografie, ordinate secondo i gruppi stilistici riconosciuti da G. Colonna.[3]
- Tredici album di documenti: comprensivi di molte centinaia di schede di catalogo a vario livello di approfondimento, con schizzi e disegni di mano dello studioso, ritagli di giornale (Fig. 2), ordinate secondo i sopracitati gruppi stilistici.[3]
- Un gruppo di carte sciolte: contenente schede di catalogo dei votivi bronzei schematici.[3]
- Documento “Elenco dei ‘gruppi’ di bronzetti nell’ordine della sequenza - Secondo periodo (età ellenistica)”: è l’elemento di raccordo tra gli album fotografici e quelli di documenti.[3]

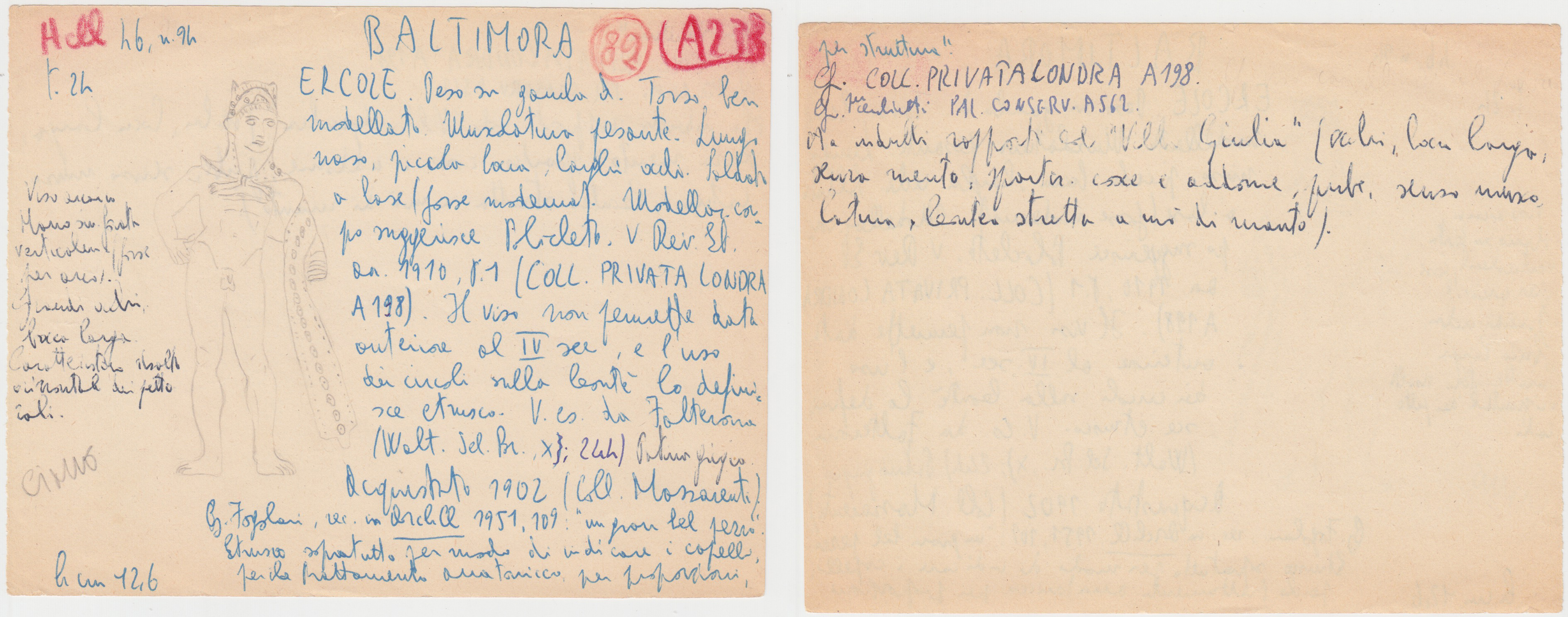
Fig. 3. Esempio di schedine di appunti conservate nell'Archivio.

#### Dipartimento di Scienze dell’Antichità (Sapienza Università di Roma)
- Poco meno di settanta taccuini e un gruppo di carte sciolte: materiali perlopiù relativi al volume del 1970 e solo in parte preliminari alla redazione del secondo, ma anche appunti concernenti ricerche di varie tematiche sull’Etruria e l’Italia preromana, comprendenti appunti, schede di catalogazione, fotografie e disegni di mano dello studioso (Fig. 3).
- Corrispondenza: comprende poco più di un'ottantina di documenti costituiti soprattutto da lettere, cartoline e fotografie, dal 1962 fino al 2004. Si ricordano in particolare i carteggi con: Adriano La Regina, Jacques Heurgon, Larissa Bonfante, Nicolette Zadoks-Josephus Jitta, Emeline Hill Richardson, Bettina von Freytag, Sabatino Moscati, Friedrich-Wilhelm von Hase, Jean-René Jannot, Paolo Sommella.
- Raccolta di estratti sul tema della piccola plastica bronzea votiva.

## Opere
- Bronzi votivi Umbro Sabellici a figura umana (1970)
- Castel d'Asso (1970)
- Norchia I (1978)
- Santuari d'Etruria (1985)
- Italia ante Romanum Imperium: Scritti di Antichità etrusche, italiche e romane (1958 - 1998)